# Кріс Савіно
Крістофер «Кріс» Мейсон Савіно (англ. Christopher «Chris» Mason Savino) — американський аніматор, режисер, продюсер, сценарист і художник розкадровки. Працював над багатьма проєктами, такими як «Шоу Рена та Стімпі», «Гей, Арнольде!», «Корівка і Півник», «Суперкрихітки», «Шибайголова Кік Бутовські», «Самурай Джек» та іншими. Також є творцем мультсеріалу «Гучний дім», який вийшов в ефір 2 травня 2016 року на телеканалі Nickelodeon.

## Життєпис
Кріс Савіно народився 2 жовтня 1971 року в місті Роял Оук, штат Мічиган, США. Савіно ріс у великій родині з п'ятьма сестрами — Лорі, Луан, Лінн, Лани, Лізою і чотирма братами. Кріс почав свою кар'єру в індустрії анімації 18 квітня 1989 року (17 років) і працював у студіях «Spümcø», «Joe Murray Productions», «Nickelodeon Animation Studio», «Hanna-Barbera», «Cartoon Network Studios» та «Disney Television Animation».
Перше шоу, над яким працював Кріс Савіно — «Шоу Рена та Стімпі» (1991 рік). 2013 року він створив ідею про мультсеріал «Гучний дім», заснованим на власному досвіді життя у великій родині. Цього ж року вийшов пілотний епізод цього серіалу для щорічної програми короткометражок Nickelodeon. 2016 року цей мультсеріал показали на каналі Nickelodeon. Заплановано, що вийде короткометражний мультфільм «Bigfoot & Gray: On the Run» і анімаційний фільм «Пригода в молоці».

### Особисте життя
Одружений, має трьох синів.

## Фільмографія
| Роки                   | Назва                                        | Примітки                                                               |
| ---------------------- | -------------------------------------------- | ---------------------------------------------------------------------- |
| 1991                   | Шоу Рена та Стімпі                           | Художник розкадровки                                                   |
| 1993                   | Сучасне Роккове життя                        | Дизайнер персонажів, пзо-дизайнер                                      |
| 1994                   | Гей, Арнольде!                               | Художник розкадровки                                                   |
| 1996-2003              | Лабораторія Декстера                         | Художник розкадровки, режисер, сценарист, продюсер                     |
| 1997-1999              | Корівка і Півник                             | Художник розкадровки                                                   |
| 1997-2000              | Я — горностай                                | Художник розкадровки                                                   |
| 1998-2005              | Суперкрихітки                                | Продюсер, сценарист, режисер, художник розкадровки                     |
| 2000                   | Foe Paws                                     | Творець                                                                |
| 2001                   | The Flintstones: On the Rocks                | Режисер, художник розкадровки, сценарист                               |
| 2002                   | Жахливі пригоди Біллі і Менді                | Художник розкадровки                                                   |
| 2002-2003              | Самурай Джек                                 | Режисер                                                                |
| 2004-2007              | Фостер: Будинок для друзів зі світу фантазій | Сценарист                                                              |
| 2005-2007              | Життя і пригоди робота-підлітка              | Режисер                                                                |
| 2005-2006              | Джонні Тест                                  | Режисер (1 сезон), сценарист                                           |
| 2007-2008              | Мій друг — мавпа                             | Художник розкадровки                                                   |
| 2010-2011              | Дружба — це диво                             | Сценарист                                                              |
| 2010-2012              | Шибайголова Кік Бутовські                    | Виконавчий продюсер (1 сезон), режисер                                 |
| 2015                   | Місія «Блейк»                                | Сценарист                                                              |
| 2013; 2016 — наст. час | Гучний дім                                   | Творець, виконавчий продюсер, режисер, сценарист, художник розкадровки |
| ТВА                    | Пригода у молоці                             | Режисер, продюсер, сценарист                                           |
| ТВА                    | Bigfoot & Gray: On the Run                   | Творець, сценарист                                                     |